# Янсонс, Карлис
Карлис Янсонс (латыш. Kārlis Jansons; 23 апреля 1896 года, Нитаурская волость — 16 июня 1986 года, Цесис) — латвийский скульптор.

## Биография
С четырёх лет жил в Цесисе. Образование получил в реальном училище в Цесисе.
Во время Первой мировой войны продолжил учёбу в коммерческих училищах в Казани и Пскове. В 1917 году поступил в Рижский политехнический институт, который в то время располагался в Москве, чтобы изучать архитектуру. Сначала практиковался живописи, но в 1918 году сосредоточился на скульптуре.
До 1925 года учился в латвийской Академии художеств, ученик профессора Константина Рончевского (Rončevska).
С 1927 года участвовал в выставках, устраиваемых в Риге и в других городах, за рубежом, имел персональные выставки в Цесисе.
До 1972 года работал в Академии художеств, преподавал скульптуру.
Похоронен на Лесном кладбище в Цесисе.
Сын — скульптор Андрейс Янсонс (1937—2006).

## Известные работы

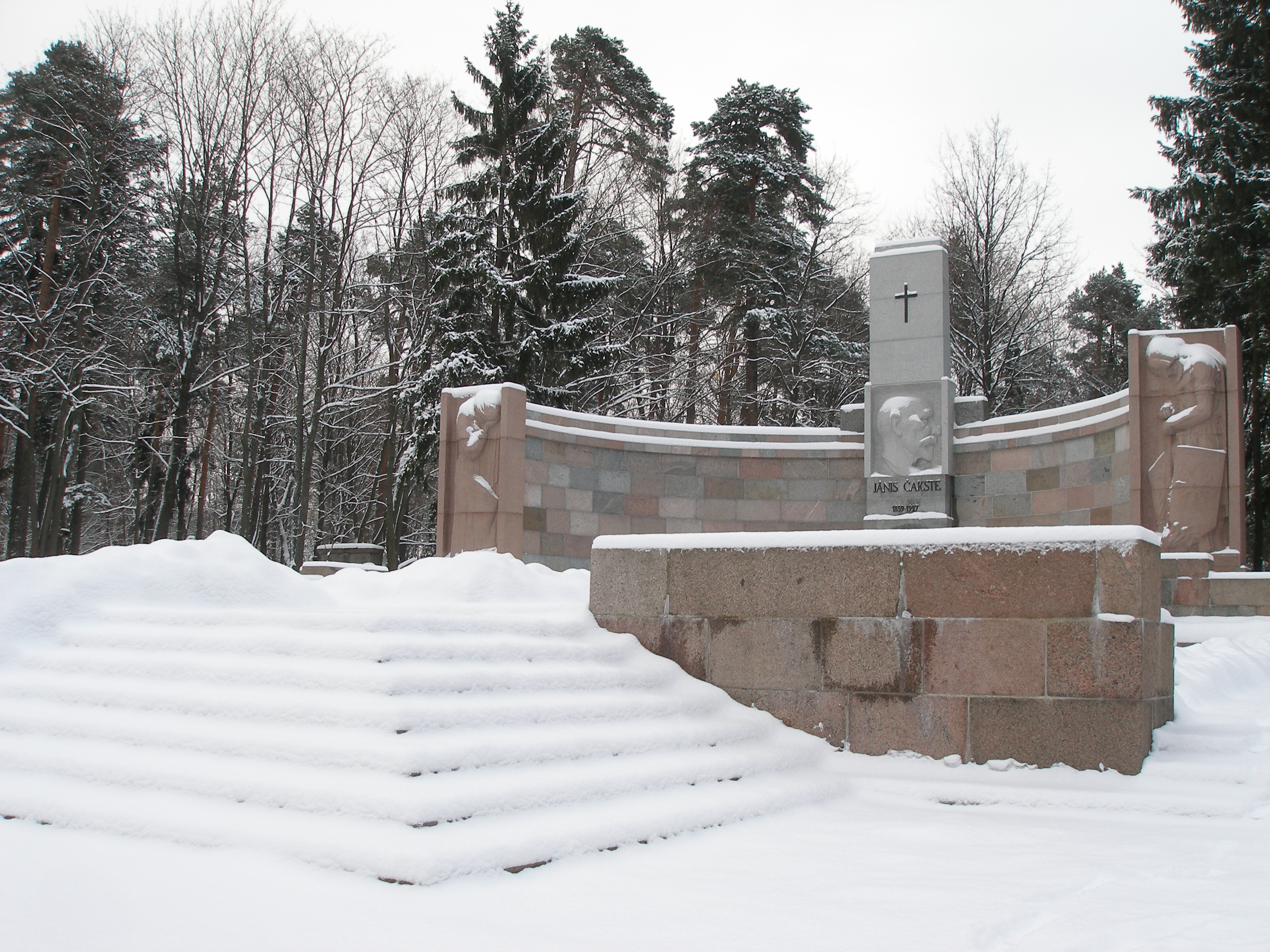
могила Я. Чаксте на Лесном кладбище

Создал памятник освободителям Елгавы (1932), памятник Резекненской Мары (1939) и партизанскому полку в Балви (1938). В советское время эти работы были уничтожены и восстановлены сыном Янсонса Андрейсом после восстановления независимости Латвии.
Памятник В. И. Ленину в Цесисе.
Он также создал много памятников, в том числе — первому президенту Латвии Янису Чаксте на Лесном кладбище в Риге.